# Por Siempre RBD
Por Siempre RBD é um filme-concerto de 2023 do grupo pop mexicano RBD. O projeto documenta eventos acerca dos bastidores da turnê Soy Rebelde Tour além de 18 canções apresentadas na digressão durante um show realizado no Foro Sol na Cidade do México.
O filme-concerto, dirigido pelo artista visual e documentarista Eulalio Favela Zubiate, foi lançado pelo serviço de streaming latino Vix em 25 de dezembro de 2023. Em maio de 2024, o especial foi lançado na Prime Video.

## Sinopse
Por Siempre RBD mostra, pela primeira vez, apresentações da Soy Rebelde Tour no Foro Sol no México, incluindo o show de encerramento no estádio Azteca, ambos em dezembro de 2023. O filme-concerto também traz depoimentos dos integrantes e imagens inéditas dos bastidores da turnê no Brasil, Colômbia, Estados Unidos e México. As canções "Cerquita de Ti", "Aún Hay Algo", "Otro Día Que Va", o Medley Mulheres ("Así Soy Yo", "Cuando El Amor Se Acaba", "Fuego"), o Medley Eras ("Tenerte y Quererte", "Me Voy", "Dame", "Y No Puedo Olvidarte", "Para Olvidarte de Mí"), e o Medley Baladas ("Una Canción", "A Tu Lado", "Quizá" e "Adiós") foram cortadas do projeto.

## Repertório
1. "Tras de Mí"
2. "Un Poco de Tu Amor"
3. "Inalcanzable"
4. "Enséñame"
5. "Qué Hay Detrás"
6. "Tu Amor"
7. "Celestial"
8. "Bésame Sin Miedo"
9. "Ser o Parecer"
10. "Futuro Ex-Novio" / "Que Fue del Amor"
11. "No Pares"
12. "Este Corazón"
13. "Siempre He Estado Aquí"
14. "Empezar Desde Cero"
15. "Sólo Quédate en Silencio"
16. "Sálvame"
17. "Nuestro Amor"
18. "Rebelde"